# Nodar Kumaritaschwili
Nodar Kumaritaschwili (georgisch ნოდარ ქუმარიტაშვილი; * 25. November 1988 in Bordschomi, Georgische SSR; † 12. Februar 2010 in Whistler, British Columbia, Kanada) war ein georgischer Rennrodler, der beim Training für den Einzelwettbewerb bei den Olympischen Spielen von Vancouver tödlich verunglückte.

## Leben

### Anfänge
Nodar Kumaritaschwili wurde im Jahre 1988 als Sohn des Vorsitzenden des georgischen Rennrodelverbandes David Kumaritaschwili und seiner Mutter Dodo Kumaritaschwili in der südgeorgischen Bergregion Samzche-Dschawachetien in der Ortschaft Bordschomi geboren. 
Der Wintersportort mit 13.826 Einwohnern hat eine Rodelbahn, das Trainingsgelände für die georgischen Rennrodler. Die Rodelbahn soll nach dem Tod Kumaritaschwilis nach ihm benannt werden.
Im Jahre 2005 bewarb sich Bordschomi vergeblich als Austragungsort der Olympischen Winterspiele 2014, bei denen Kumaritaschwili in seiner Heimatstadt antreten wollte.
Sein Trainingspartner und ehemaliger Klassenkamerad Lewan Gureschidse war gemeinsam mit Nodar Kumaritaschwili für den Rodel-Einzelwettbewerb in Vancouver qualifiziert. Nach dessen tödlichem Unfall sagte Gureschidse seine Teilnahme am Wettbewerb ab.

### Karriere
Kumaritaschwili belegte beim Rennrodel-Weltcup 2008/2009, seiner ersten Saison, mit vier Punkten den 55. Platz.
Er verbesserte sich in der folgenden Saison nach fünf Wettbewerben auf den 44. Platz. Seine letzte Weltcup-Teilnahme war das Rennen in Cesana Pariol im Januar 2010, wo er den 28. Platz unter 32 Teilnehmern erreichte.
Im Februar 2010 war er Mitglied des georgischen Teams bei den Olympischen Winterspielen in Vancouver und qualifiziert für den Rennrodel-Einzel-Wettbewerb.

## Unfall und Tod

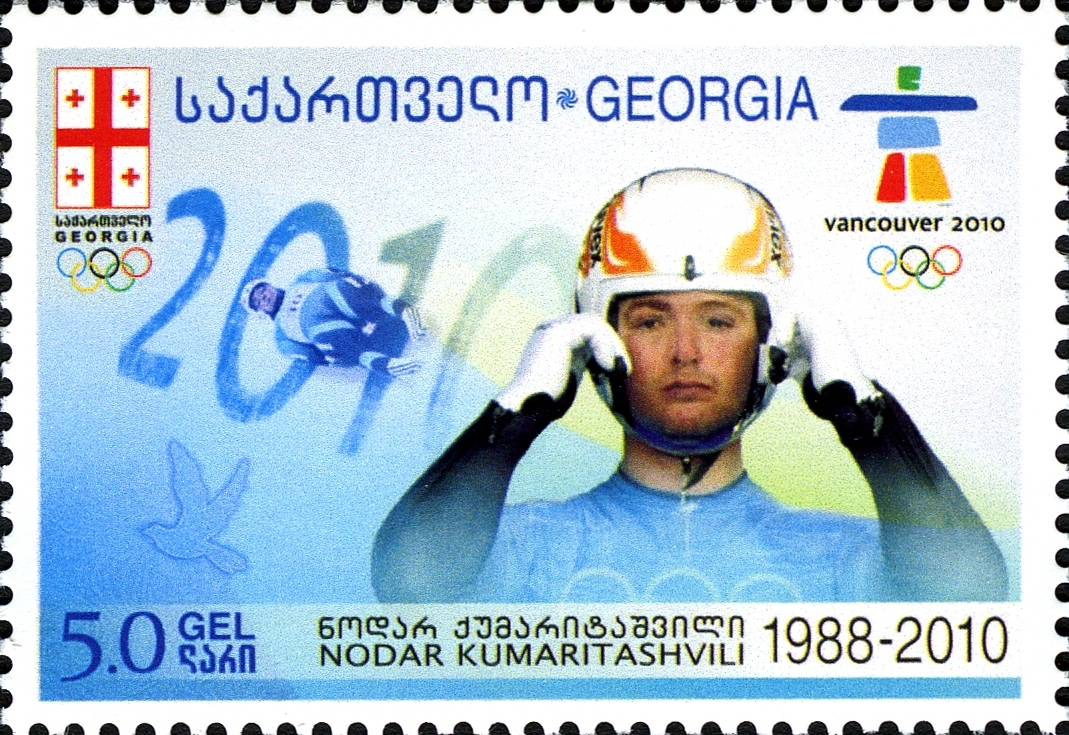
Georgische Briefmarke zum Gedenken an Nodar Kumaritaschwili

Wenige Stunden vor der Eröffnungsfeier verunglückte er am 12. Februar 2010 im Alter von 21 Jahren beim Abschlusstraining für das olympische Einzelrennen im Zielbereich, als er nach der überhöhten Thunderbird-Kurve, der letzten der 16 Kurven der 1374 Meter langen Bahn, an die Innenbande der Bahn prallte, wodurch sein Schlitten hochgeschleudert wurde und ihn über die gegenüberliegende Bande der Eisbahn warf. Er prallte dabei mit dem Rücken und dem Hinterkopf gegen einen Stahlträger der Bahnüberdachung. Die letzte Geschwindigkeitsmessung kurz vor der bereits wieder leicht bergan führenden Zielkurve hatte 144 km/h ergeben. Trotz sofortiger Reanimationsmaßnahmen der Helfer im Whistler Sliding Centre starb Kumaritaschwili auf dem Weg ins Krankenhaus von Whistler. Der damalige IOC-Vizepräsident Thomas Bach bestätigte den Tod von offizieller Seite.
Nach dem britischen Rennrodler Kazimierz Kay-Skrzypeski und dem australischen Skifahrer Ross Milne, die beide beim Training einige Tage vor der Eröffnung der Winterspiele von Innsbruck 1964 tödlich verunglückten, sowie nach dem Schweizer Teilnehmer der Demonstrations-Disziplin Geschwindigkeitsskifahren (Speedski) Nicolas Bochatay, der während der Winterspiele von Albertville 1992 auf einer öffentlichen Skipiste mit einer Pistenraupe kollidierte, gilt Kumaritaschwili als der vierte qualifizierte Teilnehmer von Olympischen Winterspielen, der in der Vorbereitung auf olympische Wettkämpfe zu Tode kam. 
Bereits vor dem Unfall wurde Kritik an der Planung des Whistler Sliding Centre laut. Unmittelbar danach bezeichneten der deutsche Bob- und Skeleton-Trainer Raimund Bethge und der Präsident des Internationalen Rennrodelverbandes (FIL) Josef Fendt die Bahn als zu schnell. Nach Untersuchungen des Rodel-Weltverbandes FIL wies die Rennbahn keinerlei Mängel auf, stattdessen verwies der Verband auf einen Fahrfehler des Georgiers. Die Bahn wurde nach Verkürzung des Anlaufs, Veränderungen im Eisprofil und nach einer Erhöhung der Wände des Eiskanals in der Kurve 16 für die Rennrodel-Wettbewerbe wieder freigegeben.
Zu Ehren Kumaritaschwilis fand bei der Eröffnungsfeier im BC Place Stadium eine Gedenkminute statt. Die georgische Mannschaft marschierte mit schwarzem Schal und Trauerflor ein. IOC-Präsident Jacques Rogge sprach der Familie bei der Feier sein Beileid aus.
Nach der Überführung der Leiche in Kumaritaschwilis Heimat wurde in seinem Wohnort Bakuriani die Straße, in der er gelebt hatte, nach ihm benannt.
Am 4. Oktober 2010 legte der staatliche Untersuchungsausschuss unter dem Vorsitz des leitenden Gerichtsmediziners Tom Pawlowski den offiziellen Untersuchungsbericht vor. Daraus geht hervor, dass der Unfall ein tragischer Unglücksfall gewesen sei. Die Strecke war schwierig und anspruchsvoll und nur für erfahrene Athleten ausgelegt gewesen. Kumaritaschwili habe es auf dieser Bahn an Erfahrung gefehlt; er hatte insgesamt nur 25 Fahrten auf ihr absolviert. Dies sei ein großer Nachteil gewesen. Der Internationale Rennrodelverband (FIL) wurde in dem Zusammenhang aufgefordert, vor künftigen Großereignissen darauf zu achten, dass den Teilnehmern genügend Zeit zur Vorbereitung auf der jeweiligen Bahn eingeräumt wird.